# Gammaltroende

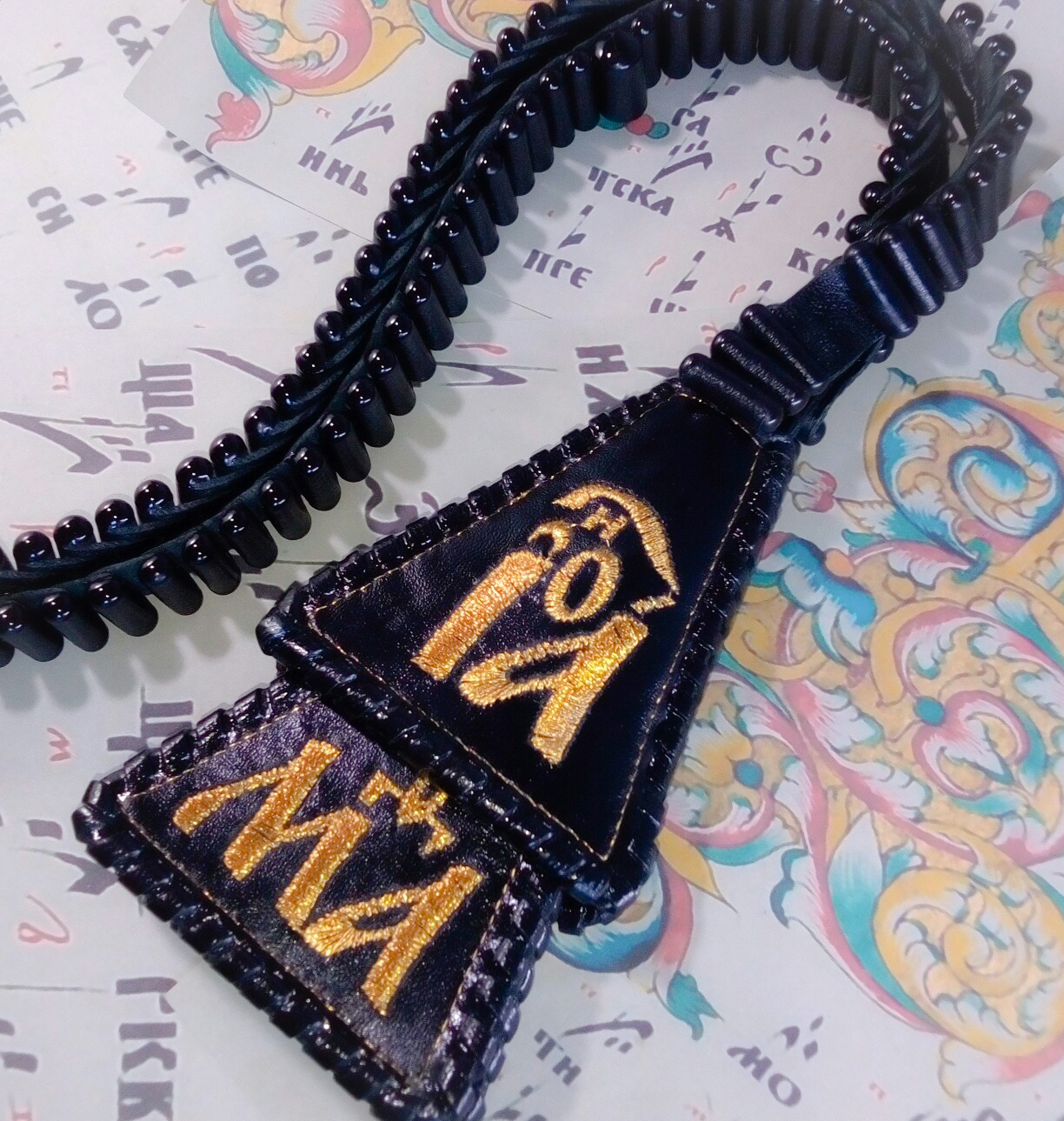
Bönerepet Lestovka, som används av gammaltroende.

Gammaltroende (ryska: Старообрядчество/Staroobrjadchestvo), eller raskolniker, kallas efterföljarna till de östortodoxa kristna som vid den stora schismen 1666–1667 (vilken kallas raskol) kom att lämna den rysk-ortodoxa kyrkan och skapade sina egna kyrkor.

## Historia
År 1652 genomdrev patriark Nikon en anpassning av rysk-ortodox gudstjänstordning till grekisk-ortodox liturgi. Motståndare till dessa reformer, under ledning av protopresbyter Avvakum, hävdade att detta var liktydigt med ett avfall från den sanna läran och deklarerade att man vägrade använda de nya ritualerna. Ledningen för den rysk-ortodoxa kyrkan bannlyste 1666 de gammaltroende och förbjöd användandet av de gamla kyrkoböckerna. Man fick stöd av tsar Aleksej av Ryssland som genomförde stora förföljelser av de gammaltroende. Avvakum avrättades 1682 och många av hans anhängare torterades eller avrättades. Många avrättades genom metoden Brinnande i ett timmerhus. Andra tvingades fly till Sibirien eller andra avsides belägna platser inom tsarriket, där man lyckades "övervintra" och bevara sin förbjudna religion.
År 1905 genomförde tsar Nikolaj II av Ryssland religionsfrihet för alla religiösa minoriteter i Ryssland. De gammaltroende fick därmed en kort period av frihet, och åren fram till den ryska revolutionen 1917 har kallats de gammaltroendes guldålder. Man fick rätt att organisera sig, bygga kyrkor, ringa i kyrkklockor och hålla processioner. Men vissa restriktioner fanns kvar, de gammaltroende var till exempel förbjudna att inneha offentliga tjänster. 1910 uppskattas de gammaltroende ha utgjort omkring 25% av den ryska befolkningen.
Sovjettiden innebar en ny period av inskränkningar av de gammaltroendes mänskliga rättigheter men efter kommunismens fall har man åter vunnit ny terräng och återfått en del av den egendom som tidigare konfiskerats av staten. Förhållandet till den rysk-ortodoxa kyrkan är fortfarande ansträngt även om denna 1971 hävt sin bannlysning av de gammaltroende. I dag[när?] uppskattas de gammaltroendes antal i Ryssland till omkring en miljon. Anhängare finns även i andra före detta sovjetrepubliker och bland emigranter i till exempel Sydamerika.

## Inriktningar

### Beglopopovtsy
En av de två huvudriktningarna bland de gammaltroende är beglopopovtsy som använder sig av präster, biskopar och alla ortodoxa sakrament, inklusive nattvarden. Denna riktning växte fram kring rysk-ortodoxa präster som vägrade använda sig av den nya kyrkoordningen. I takt med att de präster som prästvigts före schismen och vägrade godta nyordningen dog var man hänvisad till så kallade flyende präster. Dessa myrrhasmordes av de präster som prästvigts innan schismen och de som myrrhasmordes myrrhasmorde i sin tur ytterligare flyende präster. Bristen på myrrha avhjälptes genom att späda den före schismen konsekrerade myrrhan med olivolja.

#### Ambrosius
År 1846 anslöt sig den grekisk-ortodoxa metropoliten Ambrosius Popovich av Sarajevo till dem. Han myrrhasmordes av en gammaltroende arkemandrit, som erhållit sin prästvigning i ett icke gammaltroende sammanhang. Genom kedjan av myrrhasmörjelser anser de gammaltroende prästanhängarna att den apostoliska successionen i dess fullhet kommit att leva kvar efter schismen, trots att före 1846 och efter schismen med undantag av Paulus av Kolumna ingen ortodox biskop fanns. Enligt de gammaltroende prästanhängarna förutsätter emellertid detta sätt att "återskapa" en ortodox hierarki bland annat att den heretiske biskop som myrrhasmörjs tidigare döpts genom trefaldig nedsänkning och erhållit dessa sakrament inklusive ämbetsvigningarna i ett samfund vars heterodoxi ej är grov. Således hade man inte kunnat återupprätta den ortodoxa hierarkin med hjälp av en luthersk biskop. Det kan också vara av intresse att veta att de gammaltroende prästanhängarna anser att det aldrig finns några principiella hinder mot att döpa ens någon som har blivit döpt av en mindre grov heretiker; endast att det inte alltid är absolut nödvändigt. Myrrhasmörjelse helar det som brister under förutsättning bland annat att dopet verkställts genom trefaldig nedsänkning och av en mindre grov heretiker, men det innebär å andra sidan inte att dop är förkastligt eller omöjligt. Alltså kan exempelvis någon som har blivit döpt genom trefaldig nedsänkning i den grekiska kyrkan tas emot antingen genom myrrhasmörjelse/oikonomi eller dop/akribi. Däremot är det ovillkorligen nödvändigt att döpa grövre heretiker.

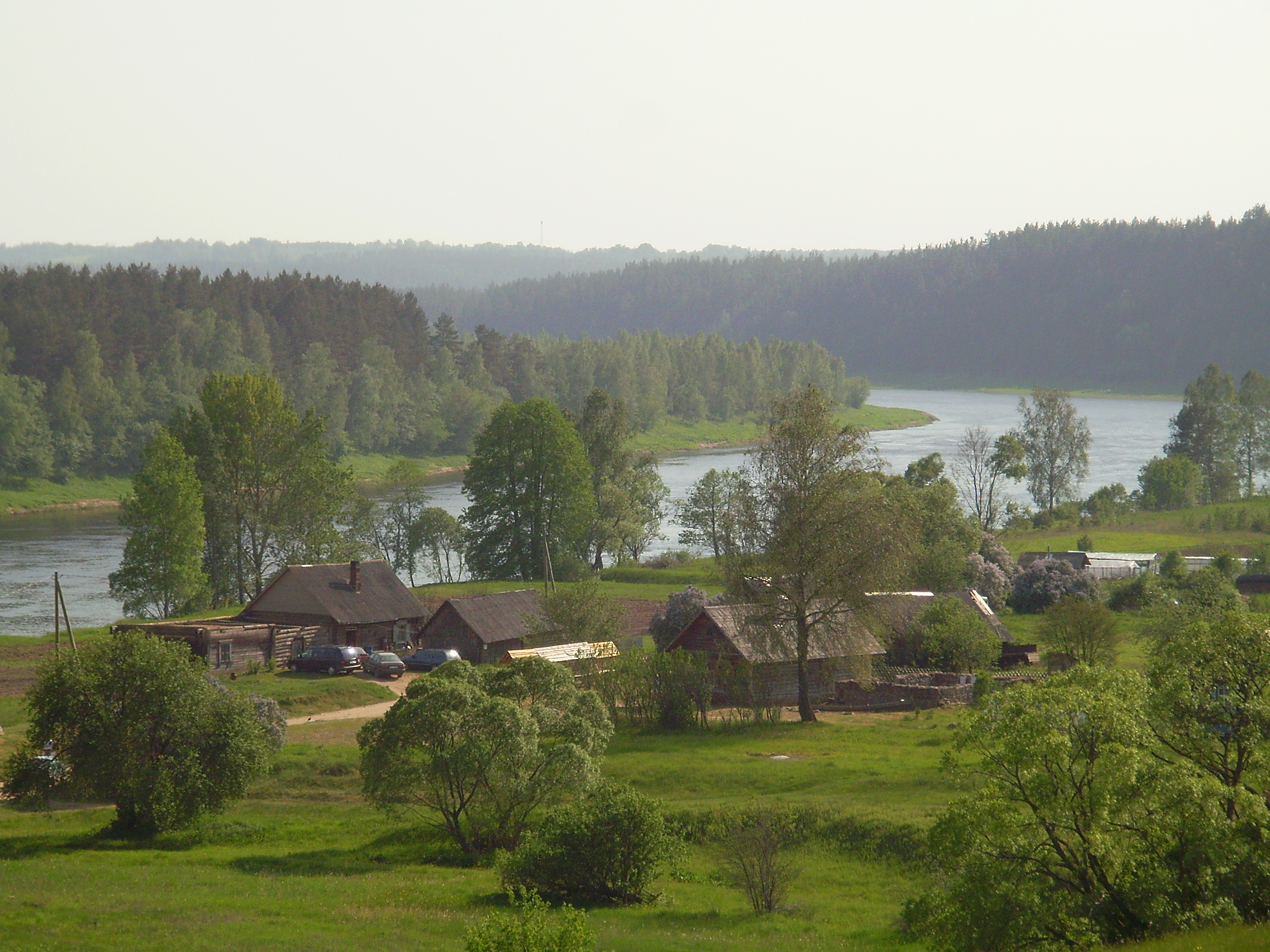
Slutiški är en gammaltroende by som bevarats som friluftsmuseum i Lettland.

Biskop Ambrosius hade blivit avsatt från sitt ämbete efter påtryckningar från turkarna och togs alltså emot av de gammaltroende enligt oikonomi. Hade de gammaltroende tagit emot honom enligt akribi hade detta inneburit att hans vigningar hade nullifierats genom dopet, varför man tog emot honom enligt oikonomi och på det viset erhöll en hierark. Av intresse kan också vara att veta att de gammaltroende anser att det var den gammaltroende myrrhasmörjelsen som gjorde Ambrosius till en ortodox biskop snarare än den ämbetsvigning han erhållit i den heretiska grekiska kyrkan. Man kan likna det vid att ledningen var dragen, men att det inte fanns någon ström i ledningen. Myrrhasmörjelsen innebar att, så att säga, att strömmen kopplades på. Innan de gammaltroende mottog biskop Ambrosius enligt oikonomi gjordes en mycket grannalaga utredning av vem som döpt honom vem som döpt den som döpt honom och så vidare. Biskop Ambrosius var 23:e generationens prästson och eftersom man kunde sluta sig att den äldste av dessa anfäder döpts redan under den tid då grekerna ännu inte antagit heretiska ritualer fann man att förutsättningarna för oikonomi var förhanden. Det är också relevant att grekerna, i gamla tider, aldrig prästvigde någon som endast erhållit begjutningsdop. Dessutom uppenbarade sig Guds Moder och den Helige Nikolaus av Myra. Biskop Ambrosius kanoniserades 1996 och hans festdag firas den 30 oktober enligt den gamla stilen.

#### Belokrinitskiordningen
Biskop Ambrosius vigde tre gammaltroende präster till biskopar. 1859 hade antalet gammaltroende biskopar i Ryssland växt till tio och man etablerade en egen kyrkoprovins; Belokrinitskaja-ordningen. Idag finns åtminstone två trossamfund kvar inom denna ordning som accepterar Belokrinitski-hierarkin:
- Ortodoxa gammalrituella kyrkan
- Rysk-ortodoxa gammalrituella kyrkan

Dessutom finns det olika grupper som anklagar de etablerade grupperingarna för ekumenism och modernism.

#### Ryska gammal-ortodoхa kyrkan
Alla beglopopovtsianer ville dock inte erkänna biskop Ambrosius som överhuvud. Flera av dessa grupper slöt sig under 1923 samman i den Ryska gammal-ortodoxa kyrkan, under ledning av biskop Nikolaus Pozdnev av Saratov. Biskop Nikolaus liksom flera av hans kollegor hade samma år blivit avsatt och exkommunicerad av den rysk-ortodoxe patriarken Tikhon, p.g.a. sin renovationistiska förkunnelse. Den 4 november 1923 smordes Nikolaus till ärkebiskop av Moskva, Saratov och alla gammalortodoxa kristna i Ryssland. På grund av förföljelser av kommunistregimen tvingades man 1955 flytta ärkebiskopsstolen till Kujbysjev (nuvarande Samara). 1963 flyttades den åter Novozybkov (i Brjanskregionen) varför denna kyrkoprovins ibland kallades för Novozybkovskaja-ordningen. Först år 2000, efter kommunismens fall, kunde ärkebiskopen åter flytta tillbaka till Moskva.

#### Avhoppare från den ryska gammal-ortodoхa kyrkan
Under 1990-talet bildade avhoppare från den ryska gammal-ortodoxa kyrkan två nya kyrkor:
- Slavo-Georgiska gammal-ortodoxa kyrkan
- Gammal-ortodoxa kyrkan i Ryssland

### Bespopovtsyj
En annan av huvudriktningarna bland de gammaltroende är de prästlösa, Bespopovtsyj. De tar skarpt avstånd från "världen" och alla kyrkostrukturer som man menar kontrolleras av Antikrist. Bespopovtsianerna hävdar att den gamla rysk-ortodoxa kyrkan, innan antagandet av Nikons gudstjänstordning, var den enda sanna kyrkan. Allt prästerskap som använt dessa nya ritualer har därför avfallit från den sanna läran och alla prästvigslar förrättade av sådana är ogiltiga. Den apostoliska successionen är därmed bruten, Kristi sanna kyrka på jorden har upphört att existera och det finns inte längre någon som har rätt att förrätta nattvarden.
Bespopovtsianerna har sålunda inga präster och använder inga sakrament förutom dem som i nödfall får meddelas av en lekman. Således förekommer nöddop och lekmannabikt bland alla prästlösa. Äktenskap ingås bland de flesta prästlösa, om än att kröningen förutsätter präster varför denna inte förekommer bland några prästlösa. Mera radikala prästlösa avvisar äktenskapet helt och fullt.
Bespopovtsyj tror att Jordens undergång är nära och förespråkar ett asketiskt liv och fasthållande vid de gamla ritualerna. Bespopovtsianerna har aldrig varit någon enhetlig rörelse. En mängd vitt skilda riktningar har blommat upp och dött ut under seklernas gång. En del av dem har t.ex. vägrat använda sig av pengar eller identitetshandlingar, som man betraktat som Vilddjurets märke.

#### Kvarvarande grupper inom bespopovtsy
- Pomortsierna växte fram i nordvästra Ryssland (Karelen och Archangelsk)
  - Gammalpomortsierna ingår ej äktenskap medan nypomortsierna gör det.
- Fillipovtsy
- Chasovennye (från det ryska ordet chasovnya, kapell) eller Semeyskie hade ursprungligen präster men på grund av att inga ytterligare präster tillkom, biskopar saknades och man ställer sig avvisande till samtliga gammaltroende hierarkier som upprättats har Chasovennye kommit att bli prästlösa. I ordets strängare bemärkelse är de dock beglopopovtsy, om än präster helt saknas.